# Havel Cahera
Havel Cahera ze Žatce (před rokem 1500, Žatec – 11. dubna 1545, Ansbach, Bavorsko) byl český utrakvistický kněz, v roce 1523 administrátor podobojí, farář u Týna a šiřitel luteránství, poté navrátilec k utrakvismu. Roku 1524 ideový vůdce převratu v Praze. Od roku 1527 rektor Karlovy univerzity. Pro své vystupování proti Ferdinandu I. Habsburskému vypovězen v roce 1529 ze země.

## Počáteční období
Narodil se v Žatci v rodině řezníka před rokem 1500. Studoval na pražské univerzitě a v roce 1516 se stal bakalářem. Byl vysvěcen na kněze a v roce 1518 se stal mistrem svobodných umění. Roku  1520 se měl stát jedním z duchovních správců v Lounech. To nesouhlasí s informací, že od roku 1518 byl farářem v Litoměřicích. Jako litoměřický farář nebyl příliš úspěšný, protože rozséval různice a spory měšťanů proti sobě navzájem. V roce 1522 musel s nechvalnou pověstí odejít z Litoměřic.

## Cahera a Luther
Odešel do Vitemberku, kde si získal Lutherovu přízeň. Luthera totiž oslovil již v roce 1519. Na jaře 1523 pobýval téměř čtvrt roku ve Vitemberku a inspiroval Luthera ke spisu „Wie man Kirchendiener wählen und einsetzen soll“. Reformátor Luther jej adresuje „purkmistru a radě, starším i všemu lidu slovutného města Prahy“. Následně Caheru vřele doporučil Pražanům. Na základě Lutherova doporučení v létě téhož roku je Cahera zvolen sjezdem strany podobojí v Karolinu členem konsistoře. Na jeho rychlý vzestup v úřadech utrakvistické církve má bezpochyby vliv i jeho vztah k Lutherovi. Lutherův spis je v původním znění vytištěn v listopadu 1523 a již před Vánocemi vychází pod názvem „O ustanovení služebníků církve“ v Čechách. Překlad pořizuje Burján Sobek z Kornic. Luther ukazuje na falešné pojetí moci klíčové, jíž disponuje církevní hierarchie, kněžstvo a biskupové, a jejíž výkon, dle jeho názoru, náleží každému křesťanovi. Ve spise povzbuzuje Pražany, kteří snad mají pochybnosti, že nejsou pravou církví, když jim chybí apoštolská sukcese, aby se zřekli římského svěcení svých kněží. Doporučuje svolat shromáždění věrných, kde má proběhnout volba služebníků Slova, ano i biskupů, kteří by pak měli být potvrzeni vzkládáním rukou a přijati celou obcí. Takto zvolení biskupové by pak ze svého středu měli zvolit vrchního správce a sami světit kněžský dorost. Vrchní církevní správu s vizitační povinností vyhrazuje Luther budoucímu českému evangelickému arcibiskupovi.

## Administrátor strany pod obojí
Cahera stal roku 1523 poprvé administrátorem strany pod obojí a farářem v Týnském chrámě. V tomto úřadě se stal hlavním pražským šiřitelem Lutherovy nauky. Když však zjistil, že Pražané novému Lutherovu učení příliš nepřejí, a že také král Ludvík Jagelonský proti luteránům přísně zakročuje, udělal opět životní změnu. Začal vyznávat kališnictví a pronásledovat luterány. Spojil se s Janem Paškem z Vratu a se Zikou Vaníčkem ve snaze obnovit starý utrakvismus. Sestavil artikule, které kališnická strana vyznávala o svátostech a křesťanském životě.

## Jednání v Budíně
V roce 1525 se odebral spolu s Korambem a dalšími posly do Budína, kde vyjednával s papežským legátem Vavřincem z Campeggia o stvrzení kompaktát. Legát byl však neústupný a žádal o bezpodmínečnou poslušnost Římu, takže ke smíru nedošlo. Když se Cahera vrátil do Prahy, dal uvěznit svého hlavního odpůrce bratra Matěje Poustevníka a začal pracovat na upevňování pozice své strany, jak o tom svědčí jeho artikuly pro kněžstvo i kališnický lid v Praze vydané roku 1526.

## Vypovězení ze země
V roce 1527 byl Cahera zvolen rektorem pražské univerzity. Ve svých kázání vystupoval i proti samotnému králi Ferdinandovi I., takže roku 1528 král nařídil úplnou obnovu konzistoře. Stavy Caheru požádaly, aby až do příštího sjezdu Stavu setrval na své pozici. Cahera takto podpořen začal bouřit ještě více než předtím. Králi došla trpělivost a rozkázal listem z 5. srpna 1529, aby do slunce západu Cahera opustil Prahu, do šesti dnů Čechy a do čtrnácti dní opustil všechny královské země. Cahera tedy odešel nejdříve do Míšně, ale sotva tam přišel, kníže Jiří ho vypověděl. Usadil se tedy v Norimberku, ale když začal tupit a urážet tamější kazatele, byl norimberskou městskou radou vypovězen a usadil se ve Schwabachu. Nakonec odešel do Ansbachu a stal se opět luteránem. Zde se oženil a živil se údajně jako výrobce karet a hracích kostek. Zemřel 11. dubna 1545. Zůstala po něm těhotná vdova a pět dětí.
I přes vynucený odchod ze země měl Cahera ve svém rodišti stále nemovitý majetek po rodičích. V Žatci žil rovněž jeho bratr Jan, který zemřel mezi lety 1543–1547. Roku 1534 prodal Havel Cahera skrze prostředníka svůj dům za děkanským kostelem měšťance Regině Kulhavé. V dubnu 1547 uzavřeli na žatecké radnici    vdova po Janu Caherovi Anna a plnomocník pěti sirotků po Havlu Caherovi, norimberský měšťan Michal Cyglar, smlouvu o majetkovém vypořádání. Děti Havla Cahery si rozdělily chmelnici, louku, masný krám, 48 kop grošů zbývajících z prodeje domu Regině Kulhavé a některé movité předměty. V roce 1557 přijeli do Žatce dva Caherovi nejstarší synové, tehdy již kněz Jan Hus a Václav, a jménem i zbývajících tří sourozenců většinu nemovitostí prodali.